# Stéphane Rossetto
Stéphane Rossetto (Melun, Sena i Marne, 6 d'abril de 1987) fou un ciclista francès, professional des del 2010 i fins al 2022.

## Palmarès
- 2006
  - 1r a la Vienne Classic
  - 1r a la Chrono de Tauxigny
- 2007
  - 1r al Gran Premi de Beauchamps
- 2008
  - 1r al Gran Premi de Lys-les-Lannoy
- 2009
  - 1r al Tour de Gironda
- 2011
  - 1r al Gran Premi de Vassivière
  - Vencedor de 2 etapes al Tour de la Manche
- 2012
  - 1r al Tour del País de Savoia i vencedor d'una etapa
  - 1r al Tour del Franc-Comtat
  - Vencedor d'una etapa al Circuit de les Ardenes
  - Vencedor d'una etapa al Tour de Seine-Maritime
- 2013
  - Vencedor d'una etapa al Tour del Llemosí
- 2014
  - 1r als Boucles de la Mayenne
  - 1r a l'Étoile d'or
- 2018
  - Vencedor d'una etapa al Tour de Yorkshire

### Resultats a la Volta a Espanya
- 2015. Abandona (19a etapa)
- 2016. 61è de la classificació general
- 2017. 54è de la classificació general
- 2018. 54è de la classificació general
- 2019. 127è de la classificació general

### Resultats al Tour de França
- 2019. 100è de la classificació general

### Resultats al Giro d'Itàlia
- 2020. 63è de la classificació general